# Consorti dei sovrani di Polonia
Di seguito è riportato l'elenco delle consorti dei sovrani di Polonia. Siccome i sovrani polacchi cambiarono moltissime volte il loro titolo, anche le loro consorti furono, a seconda del periodo, duchesse, granduchesse o regine.
Interessante è la presenza di due regine regnanti nell'elenco dei sovrani polacchi: la leggendaria Vanda ed Edvige d'Angiò.

## Consorti dei primi sovrani polacchi
Duchesse dei Polani 
| Ritratto | Nome                | Padre                                                                  | Nascita | Matrimonio      | Divenne Consorte                | Cessò di essere Consorte       | Morte        | Consorte    |
| -------- | ------------------- | ---------------------------------------------------------------------- | ------- | --------------- | ------------------------------- | ------------------------------ | ------------ | ----------- |
|          | Dobrawa di Boemia   | Boleslao I, duca di Boemia (Přemyslidi)                                | 925     | 965             | 965                             | 977                            | 977          | Miecislao I |
|          | Oda di Haldensleben | Teodorico, margravio della marca del Nord (Billunghi del Supplimburgo) | ca.960  | ca. 978         | ca. 978                         | 25 maggio 992 morte del marito | 1023         | Miecislao I |
|          | Emnilda di Lusazia  | Dobromiro, signore di Lusazia                                          | ca. 970 | ca. 987         | 25 maggio 992 ascesa del marito | 1017                           | 1017         | Boleslao I  |
|          | Oda di Meißen       | Eccardo I, margravio di Meißen (Eccherardini)                          | ca. 996 | 3 febbraio 1018 | 3 febbraio 1018                 | dopo il 1018                   | dopo il 1018 | Boleslao I  |

## Regine e Granduchesse di Polonia
Dinastia Piast 
| Ritratto                      | Nome                      | Padre                                                   | Nascita        | Matrimonio       | Divenne duchessa                  | Incoronata regina               | Cessò di essere Consorte          | Morte                    | Consorte                 |
| ----------------------------- | ------------------------- | ------------------------------------------------------- | -------------- | ---------------- | --------------------------------- | ------------------------------- | --------------------------------- | ------------------------ | ------------------------ |
|                               | Richeza di Lotaringia     | Azzo, conte palatino di Lotaringia (Azzoni)             | 995/1000       | 1013             | 17 giugno 1025 ascesa del marito  | 25 dicembre 1025                | 1031 deposizione del marito       | 21 marzo 1063            | Miecislao II (1° regno)  |
| 1032 restaurazione del marito | Richeza di Lotaringia     | Azzo, conte palatino di Lotaringia (Azzoni)             | 995/1000       | 1013             | ritorno al rango di duchessa      | 10 maggio 1034 morte del marito | Miecislao II (2° regno)           | 21 marzo 1063            |                          |
|                               | Maria Dobroniega di Kiev  | Vladimir I di Kiev (Rurik)                              | 1010           | 1040             | 1040                              | mai incoronata                  | 28 novembre 1058 morte del marito | 1087                     | Casimiro I               |
|                               | Wyszesława di Kiev        | Svjatoslav II di Kiev (Rurik)                           | 1047?          | 1068             | 1068                              | 25 dicembre 1076                | 1079 deposizione del marito       | dopo il 1089             | Boleslao II              |
|                               | Giuditta di Boemia        | Vratislao II di Boemia (Přemyslidi)                     | 1056/1058      | 1080             | 1080                              | mai incoronata                  | 25 dicembre 1086                  | 25 dicembre 1086         | Ladislao I               |
|                               | Giuditta Maria di Baviera | Enrico III, imperatore del Sacro Romano Impero (Ottoni) | 1047/1054      | 1089             | 1089                              | mai incoronata                  | 4 giugno 1102 morte del marito    | 1105?                    | Ladislao I               |
|                               | Zbyslava di Kiev          | Svjatopolk II di Kiev (Rurik)                           | ca. 1085/1090  | 16 novembre 1102 | 16 novembre 1102                  | mai incoronata                  | ca. 1112                          | ca. 1112                 | Boleslao III             |
|                               | Salomea di Berg           | Enrico, conte di Berg (Berg-Schelklingen)               | 1093/1101      | 1115             | 1115                              | mai incoronata                  | 28 ottobre 1138 morte del marito  | 27 luglio 1144           | Boleslao III             |
|                               | Agnese di Babenberg       | Leopoldo III, margravio d'Austria (Babenberg)           | 1111           | 1125             | 28 ottobre 1138 ascesa del marito | mai incoronata                  | 1146 deposizione del marito       | 25 gennaio 1157          | Ladislao II              |
|                               | Viacheslava di Novgorod   | Vsevolod di Pskov (Rurik)                               | 1125           | 1137             | 1146 ascesa del marito            | mai incoronata                  | 15 marzo 1162?                    | 15 marzo 1162?           | Boleslao IV              |
|                               | Maria di Kiev             | Rostislav I di Kiev (Rurik)                             | ca. 1140       | ca. 1165         | ca. 1165                          | mai incoronata                  | dopo il 1173                      | dopo il 1173             | Boleslao IV              |
|                               | Eudoxia di Kiev           | Izjaslav II di Kiev (Rurik)                             | ca. 1131       | 1154             | 1173 ascesa del marito            | mai incoronata                  | 1177 deposizione del marito       | dopo il 1187             | Miecislao III (1° regno) |
|                               | Elena di Znojmo           | Corrado II di Znojmo (Přemyslidi)                       | 1140 o 1145    | 1163             | 1177 ascesa del marito            | mai incoronata                  | 1190 deposizione del marito       | 1206                     | Casimiro II (1° regno)   |
| 1190 restaurazione del marito | Elena di Znojmo           | Corrado II di Znojmo (Přemyslidi)                       | 1140 o 1145    | 1163             | 5 maggio 1194 morte del marito    | mai incoronata                  | Casimiro II (2° regno)            | 1206                     |                          |
|                               | Lucia di Rügen            | Jaromar I, principe di Rügen (Rügen)                    | ?              | 1186             | 13 marzo 1202 ascesa del marito   | mai incoronata                  | 1206 deposizione del marito       | 1231?                    | Ladislao III (1° regno)  |
|                               | Grzymislawa di Luck       | Ingvar di Kiev (Rurik)                                  | ?              | 1207             | 1207                              | mai incoronata                  | 1210 deposizione del marito       | ?                        | Leszek I (3° regno)      |
|                               | Ludmila di Boemia         | Soběslav I, duca di Boemia (Přemyslidi)                 | ?              | 1170/1178        | 9 giugno 1210 ascesa del marito   | mai incoronata                  | 20 ottobre 1210                   | 20 ottobre 1210          | Miecislao IV             |
|                               | Grzymislawa di Luck       | Ingvar di Kiev (Rurik)                                  | ?              | 1207             | 1211 restaurazione del marito     | mai incoronata                  | 1227 morte del marito             | ?                        | Leszek I (4° regno)      |
|                               | Lucia di Rügen            | Jaromar I, principe di Rügen (Rügen)                    | ?              | 1186             | 1227 restaurazione del marito     | mai incoronata                  | 1229 deposizione del marito       | 1231?                    | Ladislao III (2° regno)  |
|                               | Agafia di Rus             | Svyatoslav III Igorevich (Rurik)                        | ?              | ?                | ?                                 | mai incoronata                  | ?                                 | ?                        | Corrado I (1° regno)     |
|                               | Edvige di Andechs         | Bertoldo IV, duca di Merania (Andechs)                  | 1147           | ca. 1188         | 1232 ascesa del marito            | mai incoronata                  | 19 marzo 1238 morte del marito    | 15 ottobre 1243          | Enrico I                 |
|                               | Anna di Boemia            | Ottocaro I di Boemia (Přemyslidi)                       | 1204           | 1218             | 19 marzo 1238 ascesa del marito   | mai incoronata                  | 9 aprile 1241 morte del marito    | 23 giugno 1265           | Enrico II                |
|                               | Agafia di Rus             | Svyatoslav III Igorevich (Rurik)                        | ?              | ?                | ?                                 | mai incoronata                  | ?                                 | ?                        | Corrado I (2° regno)     |
|                               | Cunegonda d'Ungheria      | Béla IV d'Ungheria (Arpadi)                             | 5 marzo 1224   | ?                | 9 aprile 1241 ascesa del marito   | mai incoronata                  | 7 dicembre 1279 morte del marito  | 24 luglio 1292           | Boleslao V               |
|                               | Agrippina di Slavonia     | Rostislav Mikhailovich (Rurik)                          | 1248           | ?                | ?                                 | mai incoronata                  | 30 settembre 1288                 | 1309                     | Leszek II                |
|                               | Matilde del Brandeburgo   | Ottone V, margravio di Brandeburgo-Salzwedel (Ascanidi) | 1270           | 1287/1288        | 1288 ascesa del marito            | mai incoronata                  | 23 giugno 1290 morte del marito   | prima del 1º giugno 1298 | Enrico IV                |
|                               | Ryska di Svezia           | Valdemaro di Svezia (Bjälbo)                            | prima del 1273 | 11 ottobre 1285  | 23 giugno 1290 ascesa del marito  | mai incoronata                  | prima del 1293                    | prima del 1293           | Przemysł II              |
|                               | Margherita di Brandeburgo | Alberto III di Brandeburgo-Salzwedel (Ascania)          | 1270           | 1291 o 1293      | 1291 o 1293                       | 26 giugno 1295                  | 8 febbraio 1296 morte del marito  | 1315                     | Przemysł II              |

 Přemyslidi (1291-1295) 
| Immagine | Nome               | Padre                                                | Nascita | Matrimonio | Divenne Consorte | Cessò di essere Consorte    | Morte | Consorte     |
| -------- | ------------------ | ---------------------------------------------------- | ------- | ---------- | ---------------- | --------------------------- | ----- | ------------ |
|          | Giuditta d'Asburgo | Rodolfo I, re di Germania e duca d'Austria (Asburgo) | 1271    | 1285       | 1291             | 1295 deposizione del marito | 1297  | Venceslao II |

## Regno di Polonia (1295-1296)
Piast (1295-1296) 
| Immagine | Nome                       | Padre                                                      | Nascita | Matrimonio  | Divenne Consorte | Cessò di essere Consorte | Morte | Consorte    |
| -------- | -------------------------- | ---------------------------------------------------------- | ------- | ----------- | ---------------- | ------------------------ | ----- | ----------- |
|          | Margherita del Brandeburgo | Alberto III, margravio di Brandeburgo-Salzwedel (Ascanidi) | 1270    | 1291 o 1293 | 1295             | 1296                     | 1315  | Przemysł II |

## Granducato di Polonia (1296-1300)
Přemyslidi (1296-1300) 
| Immagine | Nome                          | Padre                                                | Nascita | Matrimonio                                 | Divenne Consorte                           | Cessò di essere Consorte                   | Morte | Consorte     |
| -------- | ----------------------------- | ---------------------------------------------------- | ------- | ------------------------------------------ | ------------------------------------------ | ------------------------------------------ | ----- | ------------ |
|          | Giuditta d'Asburgo            | Rodolfo I, re di Germania e duca d'Austria (Asburgo) | 1271    | 1285                                       | 1295 restaurazione del marito sul trono    | 1297                                       | 1297  | Venceslao II |
|          | Elisabetta Richeza di Polonia | Przemysł II, re e granduca di Polonia (Piast)        | 1286    | 1300 granducato di Polonia elevato a regno | 1300 granducato di Polonia elevato a regno | 1300 granducato di Polonia elevato a regno | 1335  | Venceslao II |

## Regno di Polonia (1300-1306)
Přemyslidi (1300-1306) 
| Immagine | Nome                          | Padre                                         | Nascita | Matrimonio | Divenne Consorte | Cessò di essere Consorte | Morte | Consorte      |
| -------- | ----------------------------- | --------------------------------------------- | ------- | ---------- | ---------------- | ------------------------ | ----- | ------------- |
|          | Elisabetta Richeza di Polonia | Przemysł II, re e granduca di Polonia (Piast) | 1286    | 1300       | 1300             | 1305                     | 1335  | Venceslao II  |
|          | Viola di Teschen              | Miecislao I, duca di Teschen (Piast)          | 1291    | 1305       | 1305             | 1306                     | 1317  | Venceslao III |

## Granducato di Polonia (1306-1320)
Piast (1306-320) 
| Immagine | Nome             | Padre                            | Nascita | Matrimonio | Divenne Consorte | Cessò di essere Consorte                   | Morte | Consorte            |
| -------- | ---------------- | -------------------------------- | ------- | ---------- | ---------------- | ------------------------------------------ | ----- | ------------------- |
|          | Edvige di Kalisz | Boleslao, duca di Kalisz (Piast) | 1266    | 1293       | 1306             | 1320 granducato di Polonia elevato a regno | 1339  | Ladislao I il breve |

## Regno di Polonia (1320-1795)
Piast (1320-1370) 
| Immagine | Nome               | Padre                                      | Nascita    | Matrimonio | Divenne Consorte | Cessò di essere Consorte | Morte | Consorte            |
| -------- | ------------------ | ------------------------------------------ | ---------- | ---------- | ---------------- | ------------------------ | ----- | ------------------- |
|          | Edvige di Kalisz   | Boleslao, duca di Kalisz (Piast)           | 1266       | 1293       | 1320             | 1333                     | 1339  | Ladislao I il breve |
|          | Aldona di Lituania | Gediminas, granduca di Lituania (Geminidi) | circa 1309 | 1325       | 1333             | 1339                     | 1339  | Casimiro III        |
|          | Adelaide d'Assia   | Enrico II, langravio d'Assia (Assia)       | 1324       | 1341       | 1341             | 1356                     | 1371  | Casimiro III        |
|          | Cristina Rokiczana | Non di nobile famiglia                     | ?          | 1356       | 1356             | 1363                     | ?     | Casimiro III        |
|          | Edvige di Żagań    | Enrico V, duca di Żagań (Piast)            | circa 1350 | 1363       | 1363             | 1370                     | 1390  | Casimiro III        |

 Angiò (1370-1386) 
| Immagine | Nome                 | Padre                                  | Nascita | Matrimonio | Divenne Consorte | Cessò di essere Consorte | Morte | Consorte |
| -------- | -------------------- | -------------------------------------- | ------- | ---------- | ---------------- | ------------------------ | ----- | -------- |
|          | Elisabetta di Bosnia | Stefano II, ban di Bosnia (Kotromanić) | 1340    | 1353       | 1370             | 1382                     | 1387  | Luigi I  |

 Jagelloni (1386-1572) 
| Immagine | Nome                                                                                | Padre                                                      | Nascita            | Matrimonio | Divenne Consorte | Cessò di essere Consorte | Morte | Consorte              |
| -------- | ----------------------------------------------------------------------------------- | ---------------------------------------------------------- | ------------------ | ---------- | ---------------- | ------------------------ | ----- | --------------------- |
|          | Anna di Celje                                                                       | Guglielmo, conte di Celje (Celje)                          | 1381               | 1402       | 1402             | 1416                     | 1416  | Ladislao II Jagellone |
|          | Elisabetta di Pilica                                                                | Ottone di Pilica, voivoda di Sandomierz (Granowski)        | 1372               | 1417       | 1417             | 1420                     | 1420  | Ladislao II Jagellone |
|          | Sofia di Halshany                                                                   | Andrea, principe di Algimantas (Olshanski)                 | 1405               | 1422       | 1422             | 1434                     | 1461  | Ladislao II Jagellone |
|          | Elisabetta d'Austria                                                                | Alberto II, imperatore del Sacro Romano Impero (Asburgo)   | probabilmente 1437 | 1454       | 1454             | 1492                     | 1505  | Casimiro IV           |
|          | Elena di Mosca                                                                      | Ivan III, gran principe di Mosca (Rurik)                   | 1476               | 1495       | 1501             | 1506                     | 1513  | Alessandro            |
|          | Barbara Zápolya                                                                     | István Zápolya (Zápolya)                                   | 1495               | 1512       | 1512             | 1515                     | 1515  | Sigismondo I          |
|          | Bona Sforza                                                                         | Gian Galeazzo, duca di Milano (Sforza)                     | 1495               | 1518       | 1518             | 1548                     | 1558  | Sigismondo I          |
|          | Elisabetta d'Austria Fu regina consorte di Polonia insieme alla suocera Bona Sforza | Ferdinando I, imperatore del Sacro Romano Impero (Asburgo) | 1526               | 1543       | 1543             | 1545                     | 1545  | Sigismondo II Augusto |
|          | Barbara Radziwiłł                                                                   | Jerzy Radziwiłł (Radziwiłł)                                | 1520               | 1547       | 1547             | 1551                     | 1551  | Sigismondo II Augusto |
|          | Caterina d'Austria                                                                  | Ferdinando I, imperatore del Sacro Romano Impero (Asburgo) | 1533               | 1553       | 1553             | 1572                     | 1572  | Sigismondo II Augusto |

 Valois (1573-1575) 
| Immagine | Nome            | Padre                                       | Nascita | Matrimonio | Divenne Consorte | Cessò di essere Consorte | Morte | Consorte |
| -------- | --------------- | ------------------------------------------- | ------- | ---------- | ---------------- | ------------------------ | ----- | -------- |
|          | Luisa di Lorena | Nicola di Lorena, duca di Mercoeur (Lorena) | 1553    | 1575       | 1575             | 1575                     | 1601  | Enrico V |

 Asburgo (1575-1576) 
| Immagine | Nome                       | Padre                                                     | Nascita | Matrimonio | Divenne Consorte | Cessò di essere Consorte | Morte | Consorte     |
| -------- | -------------------------- | --------------------------------------------------------- | ------- | ---------- | ---------------- | ------------------------ | ----- | ------------ |
|          | Maria di Spagna contestata | Carlo V, Sacro Romano Imperatore e re di Spagna (Asburgo) | 1528    | 1548       | 1575             | 1576                     | 1603  | Massimiliano |

 Vasa (1587-1668) 
| Immagine | Nome                          | Padre                                                       | Nascita | Matrimonio | Divenne Consorte | Cessò di essere Consorte | Morte | Consorte       |
| -------- | ----------------------------- | ----------------------------------------------------------- | ------- | ---------- | ---------------- | ------------------------ | ----- | -------------- |
|          | Anna d'Austria                | Carlo II, arciduca d'Austria (Asburgo)                      | 1573    | 1592       | 1592             | 1598                     | 1598  | Sigismondo III |
|          | Costanza d'Austria            | Carlo II, arciduca d'Austria (Asburgo)                      | 1588    | 1605       | 1605             | 1631                     | 1631  | Sigismondo III |
|          | Cecilia Renata d'Austria      | Ferdinando II, Sacro Romano Imperatore (Asburgo)            | 1611    | 1637       | 1637             | 1644                     | 1644  | Ladislao IV    |
|          | Maria Luisa di Gonzaga-Nevers | Carlo I di Gonzaga-Nevers, duca di Mantova (Gonzaga-Nevers) | 1611    | 1645       | 1645             | 1648                     | 1667  | Ladislao IV    |
| 1649     | 1649                          | Carlo I di Gonzaga-Nevers, duca di Mantova (Gonzaga-Nevers) | 1611    | 1667       | 1667             | Giovanni II Casimiro     |       |                |

 Wiśniowiecki (1669-1673) 
| Immagine | Nome               | Padre                                                        | Nascita | Matrimonio | Divenne Consorte | Cessò di essere Consorte | Morte | Consorte |
| -------- | ------------------ | ------------------------------------------------------------ | ------- | ---------- | ---------------- | ------------------------ | ----- | -------- |
|          | Eleonora d'Austria | Ferdinando III, imperatore del Sacro Romano Impero (Asburgo) | 1653    | 1670       | 1670             | 1673                     | 1697  | Michele  |

 Sobieski (1674-1696) 
| Immagine | Nome                                  | Padre                                                     | Nascita | Matrimonio | Divenne Consorte | Cessò di essere Consorte | Morte | Consorte     |
| -------- | ------------------------------------- | --------------------------------------------------------- | ------- | ---------- | ---------------- | ------------------------ | ----- | ------------ |
|          | Maria Casimira de La Grange d'Arquien | Henri Albert de La Grange d'Arquien (La Grange d'Arquien) | 1641    | 1655       | 1674             | 1696                     | 1716  | Giovanni III |

 Wettin (1697-1706) 
| Immagine | Nome                                         | Padre                                                               | Nascita | Matrimonio | Divenne Consorte | Cessò di essere Consorte    | Morte | Consorte               |
| -------- | -------------------------------------------- | ------------------------------------------------------------------- | ------- | ---------- | ---------------- | --------------------------- | ----- | ---------------------- |
|          | Cristiana Eberardina di Brandeburgo-Bayreuth | Cristiano Ernesto, margravio di Brandeburgo-Bayreuth (Hohenzollern) | 1671    | 1693       | 1697             | 1706 abdicazione del marito | 1727  | Augusto II primo regno |

 Leszczyński (1706-1709) 
| Immagine | Nome               | Padre                           | Nascita | Matrimonio | Divenne Consorte | Cessò di essere Consorte    | Morte | Consorte                |
| -------- | ------------------ | ------------------------------- | ------- | ---------- | ---------------- | --------------------------- | ----- | ----------------------- |
|          | Caterina Opalińska | Jan Karol Opaliński (Opaliński) | 1680    | 1698       | 1706             | 1709 deposizione del marito | 1747  | Stanislao I primo regno |

 Wettin (1709-1733) 
| Immagine | Nome                                         | Padre                                                               | Nascita | Matrimonio | Divenne Consorte              | Cessò di essere Consorte | Morte | Consorte                 |
| -------- | -------------------------------------------- | ------------------------------------------------------------------- | ------- | ---------- | ----------------------------- | ------------------------ | ----- | ------------------------ |
|          | Cristiana Eberardina di Brandeburgo-Bayreuth | Cristiano Ernesto, margravio di Brandeburgo-Bayreuth (Hohenzollern) | 1671    | 1693       | 1709 restaurazione del marito | 1727                     | 1727  | Augusto II secondo regno |

 Leszczyński (1733-1736) 
| Immagine | Nome               | Padre                           | Nascita | Matrimonio | Divenne Consorte              | Cessò di essere Consorte    | Morte | Consorte                  |
| -------- | ------------------ | ------------------------------- | ------- | ---------- | ----------------------------- | --------------------------- | ----- | ------------------------- |
|          | Caterina Opalińska | Jan Karol Opaliński (Opaliński) | 1680    | 1698       | 1733 restaurazione del marito | 1736 abdicazione del marito | 1747  | Stanislao I secondo regno |

 Wettin (1736-1763) 
| Immagine | Nome                     | Padre                                                    | Nascita | Matrimonio | Divenne Consorte | Cessò di essere Consorte | Morte | Consorte    |
| -------- | ------------------------ | -------------------------------------------------------- | ------- | ---------- | ---------------- | ------------------------ | ----- | ----------- |
|          | Maria Giuseppa d'Austria | Giuseppe I, imperatore del Sacro Romano Impero (Asburgo) | 1699    | 1719       | 1736             | 1757                     | 1757  | Augusto III |

L'ultimo re di Polonia Stanislao II Augusto Poniatowski, nel 1783 sposò morganaticamente l'amante Elżbieta Szydłowska. Per il fatto che il matrimonio fu appunto morganatico, Elżbieta non divenne mai regina di Polonia. Per questo si considera come ultima legittima regina consorte di Polonia 
Maria Giuseppa d'Austria, moglie di Augusto III.